# Pasquale Maione
Pasquale Maione (Villaricca, 26 luglio 1982) è un allenatore di pallamano ed ex pallamanista italiano, allenatore del Putignano e commissario tecnico della nazionale maschile di beach handball dell'Italia.

## Carriera

### Giocatore

#### Inizi, Secchia e Rubiera
Nato a Villaricca in provincia di Napoli, all'età di tre anni si trasferisce in Emilia-Romagna per motivi di lavoro dei genitori. Inizia a giocare nelle giovanili dello Spallanzani Casalgrande per poi esordire in prima squadra con la Pallamano Rubiera. Dal 2002, a seguito della fusione tra Rubiera e Modena, gioca per il Secchia.

#### Bologna United
Il 3 luglio 2006 viene ufficializzato il suo passaggio al Bologna United, con il quale firma un accordo triennale. Nella sua esperienza nel capoluogo emiliano arriva in finale di Supercoppa italiana, perdendola. 

#### Balonmano Cuenca
Confermatosi come il miglior pivot italiano e conclusosi il contratto con Bologna, Maione passa in Spagna, al Cuenca. Firmando un biennale, diventa il primo italiano di sempre a giocare in Liga ASOBAL.
Dopo il primo anno però, il Cuenca si trova in crisi finanziaria e ritarda il pagamento degli stipendi. A fine stagione, Maione rescinde il contratto che lo legava ancora per una stagione alla società spagnola.

#### Conversano
Tornato dalla Spagna, Maione si accasa ai campioni d'Italia in carica del Conversano. Qui vince i suoi primi titoli italiani, vincendo tutto ciò che si poteva vincere, e battendo in finale scudetto il Bologna United. Al termine della stagione, Maione non estende il suo contratto con i pugliesi.

#### SSV Bozen
Il 9 giugno 2011, tornato in Emilia per trascorrere un po' di tempo in serenità, presenzia al Memorial "Nello Corradini" organizzato dalla sua ex squadra, il Rubiera. Rispondendo ad alcune domande, ammette il passaggio al SSV Bozen Loacker. 
A Bolzano Maione resta per due stagioni, vincendo due scudetti, due Coppe Italia e una Supercoppa italiana. Esordisce tra l'altro in Champions League nella stagione 2012-2013.

#### Bascharage Käerjeng
Il 14 giugno 2013 viene ufficializzato il suo passaggio in Lussemburgo al Bascharage nell'operazione che porta nel principato anche il compagno di squadra al Bozen Volpi e l'attuale allenatore della nazionale Trillini.

#### Junior Fasano
L'esperienza in Lussemburgo è una di quelle da dimenticare, tanto che dopo appena quattro mesi Maione fa ritorno in patria, questa volta alla Junior Fasano. Tesserato in extremis l'8 novembre 2013, il giorno seguente esordisce nella gara vinta 41-26 contro il CUS Palermo, mettendo a referto 14 reti.
A Fasano contribuisce a vincere i primi trofei della storia del club pugliese, consistenti in tre scudetti, tre Coppe Italia e una Supercoppa italiana.

#### Il ritorno a Conversano e il ritiro
Dopo cinque stagioni, Maione lascia la Junior Fasano e fa ritorno ai rivali del Conversano.
Il 18 maggio 2019 gioca la sua ultima partita, perdendo contro il Pressano l'accesso alla finale scudetto.

#### Nazionale
È stato capitano della nazionale maggiore e ha collezionato 154 presenze in maglia azzurra.

### Allenatore

#### Club

##### Noci
Il 17 luglio 2019 diventa il nuovo allenatore della squadra pugliese del Noci, militante in Serie A2.
In due anni passa da essere una realtà di metà classifica a comandare il girone C da imbattuto: alle Final6 promozione però, arrivano due sconfitte che pregiudicano il passaggio del turno.
A fine stagione non rinnova il contratto.

##### Campus Italia
Il 29 agosto 2021 viene ufficializzato il suo ingresso, in qualità di vice allenatore, nello staff che seguirà il progetto federale Campus Italia, squadra formata da Under-17 di tutta Italia che partecipa al girone B di Serie A2. Al termine della prima stagione viene promosso e diventa head coach.

##### Lanzara
Il 21 giugno 2023 viene ufficializzato come nuovo allenatore della società campana, militante in Serie A Silver. Dopo una stagione chiusa all'ottavo posto in regular season, con successiva sconfitta al primo turno dei playoff contro Camerano, Maione non viene riconfermato alla guida del Lanzara, nonostante la vittoria del tricolore con la selezione Under-20.

##### Putignano
A pochi giorni dalla separazione con il Lanzara, con una nota stampa sul proprio sito ufficiale la Pallamano Putignano presenta Maione come nuovo allenatore della compagine militante in Serie B.

#### Nazionale

##### Beach handball
A giugno 2022 è ufficializzato il suo ruolo come capo allenatore della nazionale maschile, sotto la supervisione del DT Vincenzo Malatino. A settembre 2023 conquista l'argento ai Giochi del Mediterraneo sulla spiaggia di Heraklion, medaglia dal valore inestimabile in quanto risulta essere la prima nella storia della nazionale maggiore di beach maschile.

## Palmarès

### Giocatore
- Campionato italiano di pallamano maschile: 5

Conversano: 2010-11
Bozen: 2011-12
Junior Fasano: 2013-14, 2015-16, 2017-18
- Coppa Italia (pallamano maschile): 7

Rubiera: 2004-05
Conversano: 2010-11
Bozen: 2011-12, 2012-13
Junior Fasano: 2013-14, 2015-16, 2016-17
- Supercoppa italiana (pallamano maschile): 2

Bozen: 2012
Junior Fasano: 2016

### Allenatore

#### Competizioni giovanili
- Youth League: 1

Lanzara: 2023-24

#### Beach handball
- Giochi del Mediterraneo su spiaggia:

Heraklion 2023: 
Scudetto beach handball Putignano 2025

## Statistiche

### Presenze e reti nei club
Statistiche aggiornate al 18 maggio 2019.
| Stagione             | Squadra              | Campionato           | Campionato | Campionato | Coppe nazionali | Coppe nazionali | Coppe nazionali | Coppe continentali | Coppe continentali | Coppe continentali | Altre coppe | Altre coppe | Altre coppe | Totale | Totale |
| Stagione             | Squadra              | Comp                 | Pres       | Reti       | Comp            | Pres            | Reti            | Comp               | Pres               | Reti               | Comp        | Pres        | Reti        | Pres   | Reti   |
| -------------------- | -------------------- | -------------------- | ---------- | ---------- | --------------- | --------------- | --------------- | ------------------ | ------------------ | ------------------ | ----------- | ----------- | ----------- | ------ | ------ |
| 2001-2002            | Rubiera              | A1                   | 27         | 8          | CI              | 1               | 0               | ChC                | 6                  | 0                  | -           | -           | -           | 36     | 8      |
| 2002-2003            | Secchia              | A1                   | 4          | 1          | CI              | 2               | 0               | -                  | -                  | -                  | -           | -           | -           | 6      | 1      |
| 2003-2004            | Secchia              | A1                   | 27         | 49         | CI              | 2               | 0               | ChC                | 4                  | 0                  | -           | -           | -           | 33     | 49     |
| 2004-2005            | Secchia              | A1                   | 9          | 28         | CI+HT           | 0+4             | 0+10            | EHFCup             | 2                  | 5                  | -           | -           | -           | 15     | 43     |
| 2005-2006            | Secchia              | A                    | 27         | 104        | CI+HT           | 2+5             | 8+19            | CWC                | 2                  | 9                  | -           | -           | -           | 36     | 140    |
| Totale Secchia       | Totale Secchia       | Totale Secchia       | 67         | 182        |                 | 15              | 37              |                    | 8                  | 14                 |             | 0           | 0           | 112    | 233    |
| 2006-2007            | Bologna Utd          | A                    | 27         | 98         | CI+HT           | 2+5             | 9+15            | CWC                | 4                  | 14                 | -           | -           | -           | 38     | 136    |
| 2007-2008            | Bologna Utd          | A                    | 27         | 126        | CI+HT           | 1+4             | 1+6             | CWC                | 4                  | 9                  | SI          | 1           | 5           | 37     | 147    |
| 2008-2009            | Bologna Utd          | A                    | 16         | 95         | CI+HT           | 2+4             | 8+5             | ChC                | 2                  | 9                  | -           | -           | -           | 24     | 117    |
| Totale Bologna Utd   | Totale Bologna Utd   | Totale Bologna Utd   | 70         | 319        |                 | 18              | 44              |                    | 10                 | 32                 |             | 1           | 5           | 99     | 400    |
| 2009-2010            | Cuenca               | LA                   | 30         | 37         | -               | -               | -               | -                  | -                  | -                  | -           | -           | -           | 30     | 37     |
| 2010-2011            | Conversano           | A                    | 22         | 121        | CI              | 6               | 32              | EHFCup             | 2                  | 13                 | -           | -           | -           | 30     | 166    |
| 2011-2012            | Bozen                | A                    | 27         | 138        | CI              | 7               | 37              | ChC                | 6                  | 21                 | -           | -           | -           | 40     | 196    |
| 2012-2013            | Bozen                | A                    | 24         | 122        | CI              | 2               | 15              | CL+EHFCup          | 2+2                | 8+15               | SI          | 1           | 4           | 31     | 164    |
| Totale Bozen         | Totale Bozen         | Totale Bozen         | 51         | 260        |                 | 9               | 52              |                    | 10                 | 44                 |             | 1           | 4           | 71     | 360    |
| ago.- nov. 2013      | Käerjeng             | DN                   | 8          | 13         | CdL             | 0               | 0               | EHFCup             | 0                  | 0                  | -           | -           | -           | 8      | 13     |
| nov. 2013-2014       | Junior Fasano        | A                    | 20         | 123        | CI              | 3               | 24              | -                  | -                  | -                  | -           | -           | -           | 23     | 147    |
| 2014-2015            | Junior Fasano        | A                    | 24         | 115        | CI              | 3               | 12              | CL+EHFCup          | 2+2                | 7+12               | SI          | 1           | 7           | 32     | 153    |
| 2015-2016            | Junior Fasano        | A                    | 26         | 154        | CI              | 3               | 15              | -                  | -                  | -                  | -           | -           | -           | 29     | 169    |
| 2016-2017            | Junior Fasano        | A                    | 29         | 104        | CI              | 3               | 14              | -                  | -                  | -                  | SI          | 1           | 4           | 33     | 122    |
| 2017-2018            | Junior Fasano        | A                    | 29         | 135        | CI              | 3               | 18              | -                  | -                  | -                  | SI          | 1           | 3           | 33     | 156    |
| Totale Junior Fasano | Totale Junior Fasano | Totale Junior Fasano | 128        | 631        |                 | 15              | 83              |                    | 4                  | 19                 |             | 3           | 14          | 150    | 747    |
| 2018-2019            | Conversano           | A                    | 28         | 121        | CI              | 3               | 7               | -                  | -                  | -                  | -           | -           | -           | 31     | 128    |
| Totale Conversano    | Totale Conversano    | Totale Conversano    | 50         | 242        |                 | 9               | 39              |                    | 2                  | 13                 |             | 0           | 0           | 61     | 294    |
| Totale carriera      | Totale carriera      | Totale carriera      | 431        | 1692       |                 | 67              | 255             |                    | 40                 | 122                |             | 5           | 23          | 543    | 2092   |

### Statistiche da allenatore
Statistiche aggiornate al 15 dicembre 2024.
| Stagione        | Squadra         | Campionato      | Campionato | Campionato | Campionato | Campionato | Coppe nazionali | Coppe nazionali | Coppe nazionali | Coppe nazionali | Coppe nazionali | Coppe continentali | Coppe continentali | Coppe continentali | Coppe continentali | Coppe continentali | Altre coppe | Altre coppe | Altre coppe | Altre coppe | Altre coppe | Totale | Totale | Totale | Totale | % Vittorie | Piazzamento                       |
| Stagione        | Squadra         | Comp            | G          | V          | N          | P          | Comp            | G               | V               | N               | P               | Comp               | G                  | V                  | N                  | P                  | Comp        | G           | V           | N           | P           | G      | V      | N      | P      | %          | Piazzamento                       |
| --------------- | --------------- | --------------- | ---------- | ---------- | ---------- | ---------- | --------------- | --------------- | --------------- | --------------- | --------------- | ------------------ | ------------------ | ------------------ | ------------------ | ------------------ | ----------- | ----------- | ----------- | ----------- | ----------- | ------ | ------ | ------ | ------ | ---------- | --------------------------------- |
| 2019-2020       | Noci            | A2              | 15         | 7          | 2          | 6          | -               | -               | -               | -               | -               | -                  | -                  | -                  | -                  | -                  | -           | -           | -           | -           | -           | 15     | 7      | 2      | 6      | 46,67      | 4º posto                          |
| 2020-2021       | Noci            | A2              | 18+2       | 17         | 1          | 0+2        | -               | -               | -               | -               | -               | -                  | -                  | -                  | -                  | -                  | -           | -           | -           | -           | -           | 20     | 17     | 1      | 2      | 85,00      | Playoff promozione                |
| Totale Noci     | Totale Noci     | Totale Noci     | 33+2       | 24         | 3          | 6+2        |                 | -               | -               | -               | -               |                    | -                  | -                  | -                  | -                  |             | -           | -           | -           | -           | 35     | 24     | 3      | 8      | 68,57      |                                   |
| 2022-2023       | Campus Italia   | A Gold          | 26         | 4          | 3          | 19         | -               | -               | -               | -               | -               | -                  | -                  | -                  | -                  | -                  | -           | -           | -           | -           | -           | 26     | 4      | 3      | 19     | 15,38      | 12º posto                         |
| 2023-2024       | Lanzara         | A Silver        | 22+2       | 10         | 0          | 12+2       | -               | -               | -               | -               | -               | -                  | -                  | -                  | -                  | -                  | -           | -           | -           | -           | -           | 24     | 10     | 0      | 14     | 41,67      | 8º posto, primo turno dei playoff |
| 2024-2025       | Putignano       | B               | 5          | 4          | 0          | 1          | -               | -               | -               | -               | -               | -                  | -                  | -                  | -                  | -                  | -           | -           | -           | -           | -           | 5      | 4      | 0      | 1      | 80,00      | in corso                          |
| Totale carriera | Totale carriera | Totale carriera | 89         | 42         | 6          | 42         |                 | -               | -               | -               | -               |                    | -                  | -                  | -                  | -                  |             | -           | -           | -           | -           | 90     | 42     | 6      | 42     | 46,67      |                                   |